# Liste der portugiesischen Botschafter in Kiribati
Die Liste der portugiesischen Botschafter in Kiribati zählt die Botschafter Portugals in Kiribati auf. Die Länder unterhalten seit 1983 direkte diplomatische Beziehungen.
Portugal richtete danach keine eigene Botschaft auf den Kiribati-Inseln ein, der portugiesische Botschafter in Australien ist auch für sie zuständig und doppelakkreditiert sich dazu in der dortigen Hauptstadt South Tarawa (Stand 2019).

## Missionschefs
| Name                                    | Bild     | Amtszeit                           | Anmerkungen                       |
| Kiribati                                | Kiribati | Kiribati                           | Kiribati                          |
| --------------------------------------- | -------- | ---------------------------------- | --------------------------------- |
| Inácio José D'Araújo Rebello de Andrade |          | 15. November 1983 –2. Juli 1988    | Botschafter mit Amtssitz Canberra |
| José Pacheco Luiz Gomes                 |          | 13. Juli 1988 –21. Februar 1993    | Botschafter mit Amtssitz Canberra |
| Rui Manuel Pereira Goulart D’Ávila      |          | 28. Februar 1993 –21. Februar 1996 | Botschafter mit Amtssitz Canberra |
| Zózimo Justo da Silva                   |          | 1. Juli 1996 –31. Januar 2001      | Botschafter mit Amtssitz Canberra |
| José Ernest Henzler Vieira Branco       |          | 12. Februar 2001 –26. Januar 2005  | Botschafter mit Amtssitz Canberra |
| António Augusto Jorge Mendes            |          | 15. Januar 2005 –25. April 2010    | Botschafter mit Amtssitz Canberra |
| Rui Quartin Santos                      |          | 2. Mai 2010 – 2. Dezember 2012     | Botschafter mit Amtssitz Canberra |
| Paulo Jorge Sousa da Cunha Alves        |          | 14. Juni 2013 –7. August 2018      | Botschafter mit Amtssitz Canberra |
| Pedro da Vinha Rodrigues da Silva       |          | seit 26. Oktober 2018              | Botschafter mit Amtssitz Canberra |